# Graye-sur-Mer
Graye-sur-Mer település Franciaországban, Calvados megyében. Lakosainak száma 767 fő (2022. január 1.). Graye-sur-Mer Banville, Courseulles-sur-Mer, Sainte-Croix-sur-Mer és Ver-sur-Mer községekkel határos.

## Népesség
A település népessége az elmúlt években az alábbi módon változott:
| Lakosok száma | 416  | 525  | 567  | 644  | 633  | 627  | 685  | 728  | 731  | 767  |
|               | 1968 | 1982 | 1990 | 2006 | 2013 | 2015 | 2017 | 2019 | 2020 | 2022 |